# Герман Марулис
Герман (на гръцки: Γερμανὸς) е православен светец от XIII век, почитан в лика на преподобните заради защитата му на православието и борбата му с Лионската уния.

## Биография
Роден е в 1252 година в големия македонски град Солун, тогава във Византийската империя, в християнско заможно семейство със светското име Георгиос Марулис (Γεώργιος Μαρούλης). Баща му е висш финансов сановник и същевременно съдия в града, назначен от император Йоан Ватаци. Семейството му произхожда от Мала Азия. От малък проявява склонност към аскетизъм и когато става на 18 години заминава за Света гора в 1270 година, където е под духовното старчество на дохиарския монах Йоан. Йоан изпраща Герман по желание на баща му в солунския манастир „Свети Йоан Предтеча“, където Йоан се бори против униатството, наложено от Лионската уния. В 1275 година Йоан е мъченически убит в Солун от привърженици на унията.
След смъртта на Йоан, Герман е под духовното старчество на Йов в продължение на пет години. Първоначално двамата са в Карея, а после се местят в пещера на Великата Лавра. В 1280 година Йов става игумен на Великата лавра и Герман минава под духовното старчество на Мирон, когото патриарх Атанасий I Константинополски нарича образец на монах. След това преминава под наставничеството на тесалиеца Малахия, който в 1305 става солунски митрополит, като след това е ученик на Атанасий Метаксопулос, който преди 1308/1309 става игумен на Лаврата, и последно при Теодорит. Дългогодишното учение на Герман при изтъкнати духовници му дава богат духовен опит и знания и му позволява на свой ред да възпита серия светогорски монаси. Става известен и със смятани за чудотворни изцеления, за които разказва Филотей I Кокин. По-късно се мести в Каракал, където умира на 84 години в 1336 година.